# Гоце Чанев
Гоце Н. Чанев (Чанов) е български революционер, деец на Вътрешната македоно-одринска революционна организация, участник в Солунското съзаклятие.

## Биография
Гоце Чанев е роден в 1868 година в българския южномакедонски град Кукуш, тогава в Османската империя, днес Килкис в Гърция. По занятие е дърводелец чибукчия. Установява се в град Гевгели. Влиза във ВМОРО на 14 юли 1895 година при основаването на гевгелийския революционен комитет от Гоце Делчев, в който влизат учителят Илия Докторов, Тома Баялцалиев, Никола Бояджиев и търговците хаджи Нако Николов Матков, Мирче Димитров (родом от Прилеп) и Андон Динков Илиев Дойранлията. След убийството на Христо Цицов през май 1898 година е арестуван и лежи в затвора до ноември 1898 година.
Преселва се в Солун със семейството си и продължава революционната си дейност. Разбиранията му, според Павел Шатев, са левичарски „в истинския смисъл на думата“. Определя го като „един от нашите първи съмишленици и сътрудници от самото начало до последния момент“, който е, „така да се каже, постоянният страж на съзаклятието“. През цялото време и домът му, и дюкянът му, намиращ се на една от главните улици (Тахта кале), са свърталище на някои от гемиджиите. Особено е близък с Орце Попйорданов и Константин Кирков, които, по думите на Шатев, го обичат извънредно много, но и почти всички заговорници се чувстват като членове на неговото семейство. Поверяват му се всички тайни. Укрива материали, следи за опасности и предупреждава съзаклятниците, осведомява ги за детективи и полицаи, известни му чрез големите му връзки в града. Среща се и с много революционни дейци от вътрешността, от които се информира за много работи. „Като умен, опитен и съобразителен човек, той често ни даваше добри съвети“, пише по-късно Павел Шатев и подчертава, че макар и без образование и изкарващ с денонощен труд прехраната си, той е надарен със здрав разсъдък, проницателен ум, твърда воля, поради което е обичан от всички.
След атентатите и последвалия погром Гоце Чанев остава незасегнат. Дружбата му с останалите живи съзаклятници продължава, а към близките на загиналите се отнася като към свои роднини.
Преселва се в Свободна България. Умира в София в 1938 година.